# Ove Joensen
Pour les articles homonymes, voir Joensen.
Ove Joensen (3 décembre 1948 à Tórshavn / îles Féroé - 26 novembre 1987 à Skálafjørður) était un aventurier féroïen. 
Il commença à naviguer dès son plus jeune âge et fut connu dès que - après de nombreuses tentatives avortées - il quitta, le 1er juillet 1986, le port de Nólsoy dans le bateau féroïen qu'il avait lui-même construit, le Diana Victoria, et rama jusqu'à Copenhague, qu'il atteignit le 11 août sous les applaudissements de milliers de personnes. La distance parcourue fut d'environ 900 miles (1 700 km) et prit 41 jours à Ove Joensen. Au Danemark, on le nomme depuis cet exploit Ro-Ove ("Rame-Ove"). 
Son bateau est aujourd'hui entreposé dans le village de Nólsoy, dans lequel on a aussi érigé une plaque commémorative (Photo). Ove Joensen se noya à 38 ans en naviguant dans l'archipel des Féroé. C'est parce qu'on le retrouva la braguette ouverte qu'on a retenu qu'il avait sans doute perdu la vie après avoir perdu l'équilibre en urinant par-dessus bord.
Une fête populaire - l'Ovastevna - est célébrée chaque année au mois d'août en l'honneur d'Ove Joensen.

## Littérature
- Kirstin Didriksen, Ragnhild Joensen, Ove, Egið forlag, o.O., 1989,  (ISBN 87-982956-3-2).

## Liens
- Portal.fo, 31.8.2005: Ovastevna stundar til